# Camrose
Pour les autres significations, voir Camrose (ancienne circonscription fédérale).
Camrose, est une cité du centre de l'Alberta, au Canada. Elle compte quelques-unes des fermes les plus riches des prairies. C'est une ville relativement petite qui a poussé à l'origine le long du chemin de fer et à présent le long de l'autoroute 13. Camrose, avec ses nombreux parcs, est surnommée The Rose City.
Camrose offre un style de vie décontracté pour une grande proportion de retraités.

## Démographie
| 2001   | 2006   | 2011   | 2016   |
| ------ | ------ | ------ | ------ |
| 14 870 | 15 620 | 17 286 | 18 742 |

## Situation
Camrose est située à environ 90 kilomètres (56 mi) d'Edmonton, la capitale de l'Alberta. Camrose est une petite cité, mais est actuellement en développement le long de l'autoroute 13, qui mène à son centre. Camrose est dans une région transitoire de l'Alberta, entre la prairie et la forêt boréale. C'est un centre important pour les petites fermes des environs.

## Villes jumelées
La municipalité de Camrose a des ententes de jumelage avec quelques communautés similaires au Canada et dans le monde. Ces relations sont développées en partenariat dans l'esprit de promouvoir la bonne entente, l'éducation, l'économie et le tourisme.
- Kamifurano, Hokkaido, Japon - 1984
- Warwick (Queensland), Australie - 1974
- Saguenay (auparavant Chicoutimi) - 1978
- Kentville - 1980

## Personnalités
- Brad Prefontaine (1972-), joueur professionnel de hockey sur glace, est né à Camrose.